# فريديريك دوريون
فريديريك دوريون هو محامي وقاضي وسياسي كندي، ولد في 23 أغسطس 1898، وتوفي في 15 يوليو 1981. انتخب عضو مجلس العموم الكندي.